# Conclave del 1730
Il conclave del 1730 venne convocato a seguito della morte del papa Benedetto XIII e si concluse con l'elezione del papa Clemente XII.

## Morte di Benedetto XIII
Nel febbraio del 1730, Roma si trovava colpita da un'estesa epidemia influenzale. Nella notte tra il 18 e il 19 febbraio, papa Benedetto XIII iniziò ad accusare i sintomi di un'acuta febbre catarrosa il cui trattamento tempestivo, tuttavia, sembrò farlo rinsavire. Era infatti in grado di celebrare messa nella giornata del 19. Tuttavia nella mattinata del 21 febbraio le condizioni del Papa si aggravarono improvvisamente a causa di una ricaduta della febbre catarrosa. Volle convocare un concistoro di cardinali, ma questi non fecero in tempo ad assemblarsi in Roma: alle 16 il Papa spirava all'età di 81 anni e 19 giorni. In una corrispondenza di monsignor Lioni emerse che Benedetto XIII intendeva elevare alla porpora l'arcivescovo titolare di Cirene Nicolas-Xavier Santamarie, maestro di camera del papa.
Il corpo del defunto pontefice fu imbalsamato e trasferito nella Basilica Vaticana e quindi deposto su un catafalco nella cappella del Santissimo Sacramento. L'orazione funebre fu tenuta dal domenicano Tommaso Agostino Riccini, membro dell'accademia dell'Arcadia. Nel frattempo il cardinale Niccolò Coscia, il favorito di Benedetto XIII che gli aveva affidato incarichi prestigiosi all'interno della curia, odiato dal collegio cardinalizio per la sua cattiva amministrazione delle finanze e l'accaparramento di privilegi e ricchezze per sé e la propria famiglia, era scappato immediatamente dopo la morte del suo protettore presso il duca di Sermoneta. Questi ottenne un salvacondotto per il Coscia, che poté così far ritorno a Roma per partecipare al conclave.

## Situazione generale
Il conclave del 1730 durò quattro mesi e mezzo e fu alquanto travagliato e combattuto. All'apertura delle sedute di voto erano presenti solamente 26 cardinali, che divennero 54 al momento dell'elezione. I cardinali Bernardo Maria Conti e Benedetto Pamphilj morirono nel corso del conclave, mentre Von Schönborn lasciò le votazioni poiché ammalatosi. 

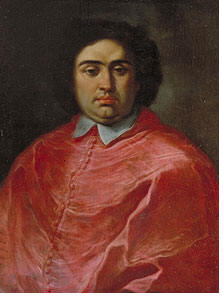
Il cardinale camerlengo Annibale Albani

Fu un conclave alquanto complesso per le molte e piccole fazioni presenti e che oltretutto non erano ferme su un'unica candidatura. Il Camerlengo, Annibale Albani, guidò un gruppo costituito dai cardinali nominati da Clemente XI, mentre il suo fratello minore, Alessandro Albani era a capo di un piccolo partito "sabaudo". Erano inoltre presenti, come di consueto, le fazioni imperiale, francese e spagnola, nonché il partito degli Zelanti.
Domenica 5 marzo monsignor Giacomo Lanfredini tenne l'Orazione pro eligendo pontifice che diede inizio al conclave.

## Il Conclave
Nei primi scrutini i più votati erano i cardinali Tommaso Ruffo, Antonio Felice Zondadari e Antonio Banchieri. Tuttavia apparve subito chiaro che l'unica candidatura valida era quella di Renato Imperiali, sostenuta dagli Zelanti.

### La lotta tra le fazioni
La sera del 7 marzo il cardinale Giorgio Spinola giunse in Roma da Bologna, incontrandosi immediatamente con il Camerlengo Albani per stabilire un'intesa. La prima votazione si ebbe il 6 marzo, ma si trattò di una blanda formalità, giacché solo una minoranza dei cardinali era presente e nessuno dei rappresentanti delle maggiori potenze desiderava procedere senza che fossero prima giunti i rispettivi cardinali con istruzioni fresche. Cienfuegos annunciò che l'imperatore Carlo VI aveva chiesto una dilazione delle votazioni per permettere l'arrivo di cinque cardinali del partito imperiale. Il 22 marzo giunse da Ferrara il cardinale Ruffo, mentre il 1º aprile l'ambasciatore straordinario dell'imperatore, il Conte di Collalto, arrivò a Roma e si stabilì nella residenza del cardinale Cienfuegos. Il 23 aprile il cardinale Conti morì per un colpo apoplettico.
Il 24 aprile giunse un corriere da Madrid, con un dispaccio per l'ambasciatore spagnolo, il Marchese di Monteleone. Conteneva, tra le varie istruzioni, l'esclusiva da porre contro il cardinale Imperiali. Quando questi giunse a un solo voto dall'elezione, il cardinale Cornelio Bentivoglio, in nome del re di Spagna, intervenne ponendo il veto, facendone così ritirare la candidatura. Quello stesso giorno, intanto, i cardinali Fini, Porcia e Ruffo chiesero e ottennero di abbandonare il conclave a causa delle loro cattive condizioni di salute: furono tutti in grado di ritornare entro pochi giorni.
Alla metà di maggio emerse il nome del fiorentino Corsini, proposto da un gruppo di cardinali provenienti dalla fazione dei Clementini, che riuscì a ottenere 26 voti. Ma per il momento gli imperiali non vedevano di buon occhio la sua elezione, in quanto era aperta la delicatissima questione della successione al Granducato di Toscana, nella quale un pontefice fiorentino avrebbe potuto interferire con i disegni di Casa Asburgo. Il 20 maggio giunse una missiva da Lisbona che informava il Sacro Collegio dell'impossibilità da parte dei cardinali portoghesi di partecipare al conclave. Le motivazioni non erano espresse, tuttavia in quegli anni il Re del Portogallo Giovanni V era ai ferri corti con la Santa Sede riguardo ai Gesuiti portoghesi.

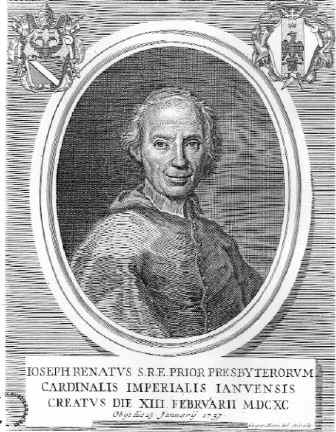
Il cardinale Renato Imperiali, contro cui si abbatté il veto spagnolo

L'11 giugno il cardinale Gianantonio Davia, sostenuto dalla fazione imperiale, ottenne 29 voti, ma non riuscì a guadagnare nulla di più nei giorni successivi. Nella giornata del 16 giugno il cardinale Pietro Corradini, protodatario di Benedetto XIII, sostenuto dai francesi e dai clementini ricevette 30 voti e così anche il giorno successivo. Tuttavia Bentivoglio annunciò che lui e la sua fazione spagnola avrebbero abbandonato il conclave se Corradini fosse stato eletto. Nonostante non ci fu alcuna esclusiva formale, la sua candidatura scemò quasi subito anche perché i suoi elettori avevano raggiunto il massimo delle possibilità. A questo punto il cardinale Cienfuegos, che pure aveva ricevuto istruzioni da Vienna di porre il veto a Corradini, cominciò a lavorare per appianare l'avversione nel suo partito contro Corsini come alternativa a Corradini.

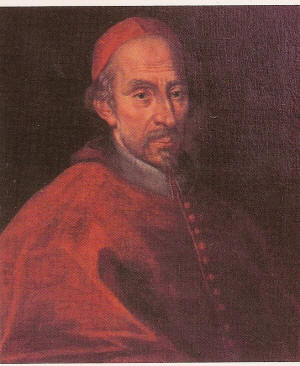
L'opposizione spagnola e imperiale alla candidatura del cardinale Corradini (rappresentata dal cardinale Cienfuegos) spianò la strada all'elezione di Corsini

### Il ritorno della candidatura di Corsini
Dunque il 4 luglio il nome di Corsini tornò con preponderanza all'attenzione degli elettori, tra i quali gli Zelanti si mostrarono particolarmente favorevoli. Tre giorni dopo Cienfuegos ricevette nuove istruzioni da Vienna che sancivano la disponibilità ad accettare Corsini come papa. Tuttavia i francesi, ancora riluttanti, tentarono di formare un'opposizione sostenendo il cardinale Banchieri, ma invano e cedettero anch'essi. Il 9 luglio divenne chiaro che Corsini sarebbe stato eletto, ma i francesi posero come condizione per il loro appoggio la nomina di Banchieri alla Segreteria di Stato. Il 12 luglio il cardinale Lorenzo Corsini, 78 anni, fu finalmente eletto ricevendo il consenso unanime di tutti e 52 i cardinali eccetto il suo che diede a Pignatelli. Assunse il nome di Clemente XII e fu incoronato il 16 luglio nella Basilica Vaticana. Il soglio di Pietro fu finalmente occupato dopo 110 giorni di sede vacante.

## Elenco dei partecipanti
Alla morte di Benedetto XIII vi erano 67 cardinali, di cui 55 parteciparono al Conclave. Di essi, uno è morto durante le sessioni, e uno di loro ha lasciato Roma prima dell'elezione.
- Alessandro VIII = 4
- Innocenzo XII = 1
- Clemente XI = 26
- Innocenzo XIII = 2
- Benedetto XIII = 22

## Collegio cardinalizio all'epoca del conclave

### Presenti in conclave
| Nome                                      | Paese                      | Titolo                                                                                | Ruolo | Nascita    | Concistoro |
| ----------------------------------------- | -------------------------- | ------------------------------------------------------------------------------------- | --- | ---------- | ---------- |
| Francesco Barberini                       | Stato Pontificio           | Cardinale vescovo di Ostia e Velletri                                                 | Decano del Collegio cardinalizio; Prefetto della Congregazione dei vescovi e regolari; Governatore di Velletri; Prefetto della Congregazione delle acque; Abate commendatario di Subiaco                                                                      | 12/11/1662 | 13/11/1690 |
| Francesco Pignatelli, C.R.                | Regno di Napoli            | Cardinale vescovo di Porto e Santa Rufina                                             | Sottodecano del Collegio cardinalizio; Arcivescovo metropolita di Napoli | 06/02/1652 | 17/12/1703 |
| Angelo Maria Querini, O.S.B. Cas.         | Repubblica di Venezia      | Cardinale presbitero di San Marco                                                     | Congregazione dell'immunità ecclesiastica; Vescovo di Brescia; Abate commendatario di Vangadizza | 30/03/1680 | 09/12/1726 |
| Giacomo Boncompagni                       | Stato Pontificio           | Cardinale vescovo di Albano                                                           | Arcivescovo metropolita di Bologna | 15/05/1652 | 12/12/1695 |
| Pietro Ottoboni                           | Repubblica di Venezia      | Cardinale vescovo di Sabina e Cardinale diacono pro hac vice di San Lorenzo in Damaso | Vice-cancelliere di Santa Romana Chiesa; Segretario della Congregazione della Romana e Universale Inquisizione; Arciprete della Basilica di Santa Maria Maggiore; Abate commendatario di Santa Maria di Valdiponte                                            | 02/07/1667 | 07/11/1689 |
| Lorenzo Corsini                           | Granducato di Toscana      | Cardinale vescovo di Frascati                                                         | Prefetto del Supremo Tribunale della Segnatura Apostolica | 07/04/1652 | 17/05/1706 |
| Niccolò Coscia                            | Regno di Napoli            | Cardinale presbitero di Santa Maria in Domnica                                        | Arcivescovo metropolita di Benevento; Prefetto della Congregazione di Avignone | 25/01/1682 | 11/06/1725 |
| Tommaso Ruffo                             | Regno di Napoli            | Cardinale vescovo di Palestrina                                                       | Arcivescovo-vescovo di Ferrara; Legato apostolico di Ferrara | 15/09/1663 | 17/05/1706 |
| Vincenzo Petra                            | Regno di Napoli            | Cardinale presbitero di Sant'Onofrio                                                  | Prefetto della Congregazione di Propaganda Fide | 13/11/1662 | 20/11/1724 |
| Prospero Lorenzo Lambertini               | Stato Pontificio           | Cardinale presbitero di Santa Croce in Gerusalemme                                    | Vescovo di Ancona e Numana; Segretario della Congregazione del Concilio; futuro papa Benedetto XIV | 31/03/1675 | 09/12/1726 |
| Alamanno Salviati                         | Granducato di Toscana      | Cardinale presbitero di Santa Maria in Ara Coeli                                      | Presidente della Legazione di Urbino | 21/03/1669 | 08/02/1729 |
| Giovanni Battista Altieri                 | Stato Pontificio           | Cardinale presbitero di San Matteo in Merulana                                        | Arcivescovo titolare di Tiro | 03/08/1673 | 11/09/1724 |
| Camillo Cybo-Malaspina                    | Repubblica di Lucca        | Cardinale presbitero di Santo Stefano al Monte Celio                                  | Gran Priore di Roma del Sovrano Militare Ordine di Malta | 25/04/1681 | 23/03/1729 |
| Francesco Scipione Maria Borghese         | Stato Pontificio           | Cardinale presbitero di San Pietro in Montorio                                        | Arcivescovo titolare di Traianopoli di Rodope | 20/05/1697 | 06/07/1729 |
| Antonio Banchieri                         | Granducato di Toscana      | Cardinale diacono di San Nicola in Carcere                                            | Vice-Camerlengo della Camera Apostolica | 19/05/1667 | 09/12/1726 |
| Alessandro Falconieri                     | Stato Pontificio           | Cardinale diacono di Santa Maria della Scala                                          | Pro-Decano della Rota Romana | 08/02/1657 | 11/09/1724 |
| Prospero Marefoschi                       | Stato Pontificio           | Cardinale presbitero di San Silvestro in Capite                                       | Vicario generale di Sua Santità per la Diocesi di Roma | 24/09/1653 | 20/12/1724 |
| Francesco Antonio Finy                    | Regno di Napoli            | Cardinale presbitero di San Sisto                                                     | Arcivescovo titolare di Damasco | 06/05/1669 | 09/12/1726 |
| Niccolò Maria Lercari                     | Repubblica di Genova       | Cardinale presbitero dei Santi Giovanni e Paolo                                       | Segretario di Stato di Sua Santità; Prefetto della Congregazione della Sacra Consulta | 09/11/1675 | 09/12/1726 |
| Henri-Pons de Thiard de Bissy             | Regno di Francia           | Cardinale presbitero dei Santi Quirico e Giulitta                                     | Vescovo di Meaux; Abate commendatario di Saint-Germain-des-Prés | 25/05/1657 | 29/05/1715 |
| Annibale Albani                           | Stato Pontificio           | Cardinale presbitero di San Clemente                                                  | Camerlengo di Santa Romana Chiesa; Arciprete della Basilica di San Pietro in Vaticano; Presidente della Fabbrica di San Pietro | 15/08/1682 | 23/12/1711 |
| Lodovico Pico della Mirandola             | Ducato di Modena e Reggio  | Cardinale presbitero di Santa Prassede                                                | Prefetto della Congregazione sopra la Correzione dei Libri della Chiesa Orientale; Prefetto della Congregazione per le Indulgenze e le Sacre Reliquie | 09/12/1668 | 18/05/1712 |
| Gianantonio Davia                         | Stato Pontificio           | Cardinale presbitero di San Pietro in Vincoli                                         | Prefetto della Congregazione dell'Indice dei Libri Proibiti | 23/10/1660 | 18/05/1712 |
| Carlo Vincenzo Maria Ferrero Thaon        | Regno di Sardegna          | Cardinale presbitero di Santa Maria in Via                                            | Vescovo di Vercelli | 11/04/1682 | 23/12/1729 |
| Antonio Felice Zondadari                  | Ducato di Siena            | Cardinale presbitero di Santa Balbina                                                 | Nunzio apostolico emerito in Spagna | 13/12/1665 | 18/05/1712 |
| Philipp Ludwig von Sinzendorf             | Arciducato d'Austria       | Cardinale presbitero di Santa Maria sopra Minerva                                     | Vescovo-conte di Győr | 14/07/1699 | 26/11/1727 |
| Pier Marcellino Corradini                 | Stato Pontificio           | Cardinale presbitero di San Giovanni a Porta Latina e di Santa Maria in Trastevere    | Pro-Datario di Sua Santità | 02/06/1658 | 18/05/1712 |
| Armand-Gaston-Maximilien de Rohan-Soubise | Regno di Francia           | Cardinale presbitero della Santissima Trinità al Monte Pincio                         | Principe-vescovo di Strasburgo; Grande elemosiniere di Francia; Abate commendatario di Chaise-Dieu | 26/06/1674 | 18/05/1712 |
| Sigismund von Kollonitz                   | Arciducato d'Austria       | Cardinale presbitero dei Santi Marcellino e Pietro                                    | Arcivescovo metropolita di Vienna | 28/05/1676 | 26/11/1727 |
| Benedetto Erba-Odescalchi                 | Ducato di Milano           | Cardinale presbitero dei Santi XII Apostoli                                           | Arcivescovo metropolita di Milano | 07/08/1679 | 30/01/1713 |
| Damian Hugo von Schönborn-Buchheim        | Elettorato di Magonza      | Cardinale presbitero di Santa Maria della Pace                                        | Principe-vescovo di Spira; Principe-prevosto di Weißenburg | 19/09/1676 | 30/01/1713 |
| Innico Caracciolo                         | Regno di Napoli            | Cardinale presbitero di San Tommaso in Parione                                        | Vescovo di Aversa; Abate commendatario di San Giovanni in Fiore | 09/07/1642 | 29/05/1715 |
| Vincenzo Ludovico Gotti                   | Stato Pontificio           | Cardinale presbitero di San Pancrazio fuori le mura                                   | Patriarca titolare emerito di Gerusalemme | 05/09/1664 | 30/04/1728 |
| Pier Luigi Carafa                         | Regno di Napoli            | Cardinale presbitero di San Lorenzo in Panisperna                                     | Arcivescovo titolare di Larissa di Tessaglia | 04/07/1677 | 20/09/1728 |
| Giuseppe Accoramboni                      | Stato Pontificio           | Cardinale presbitero di Santa Maria in Traspontina                                    | Vescovo di Imola | 24/09/1672 | 20/09/1728 |
| Nicola Gaetano Spinola                    | Repubblica di Genova       | Cardinale presbitero dei Santi Nereo e Achilleo                                       | Prefetto della Congregazione dei Confini | 20/02/1659 | 16/12/1715 |
| Mihály Frigyes von Althan                 | Corona di Boemia           | Cardinale presbitero di Santa Sabina                                                  | Vescovo-conte di Vác; Camerlengo del Collegio Cardinalizio | 20/07/1682 | 29/11/1719 |
| Carlo Collicola                           | Stato Pontificio           | Cardinale diacono di Santa Maria in Portico Campitelli                                | Tesoriere generale della Camera Apostolica | 01/06/1682 | 30/04/1728 |
| Giberto Borromeo                          | Ducato di Milano           | Cardinale presbitero dei Santi Bonifacio e Alessio                                    | Vescovo di Novara | 12/09/1671 | 15/03/1717 |
| Giorgio Spinola                           | Repubblica di Genova       | Cardinale presbitero di Sant'Agnese fuori le mura                                     | Prefetto della Congregazione dell'Immunità Ecclesiastica; Legato apostolico di Bologna | 06/06/1667 | 29/11/1719 |
| Cornelio Bentivoglio                      | Stato Pontificio           | Cardinale presbitero di Santa Cecilia                                                 | Abate commendatario di Leno | 27/03/1668 | 29/11/1719 |
| Leandro di Porcia                         | Repubblica di Venezia      | Cardinale presbitero di San Callisto                                                  | Vescovo di Bergamo | 22/12/1673 | 30/04/1728 |
| Luis Antonio Belluga y Moncada, C.O.      | Regno di Spagna            | Cardinale presbitero di Santa Prisca                                                  | Vescovo di Cartagena | 30/11/1662 | 29/11/1719 |
| Niccolò del Giudice                       | Regno di Napoli            | Cardinale diacono di Santa Maria ad Martyres                                          | Prefetto emerito del Palazzo Apostolico | 16/06/1660 | 11/06/1725 |
| Bernardo Maria Conti, O.S.B. Cas.         | Stato Pontificio           | Cardinale presbitero di San Bernardo alle Terme Diocleziane                           | Penitenziere Maggiore | 29/03/1664 | 16/06/1721 |
| Juan Álvaro Cienfuegos Villazón, S.I.     | Regno di Spagna            | Cardinale presbitero di San Bartolomeo all'Isola                                      | Arcivescovo metropolita di Monreale | 27/02/1657 | 30/09/1720 |
| Benedetto Pamphilj, O.S.Io.Hieros.        | Stato Pontificio           | Cardinale diacono di Santa Maria in Via Lata                                          | Cardinale protodiacono; Gran priore di Roma del Sovrano Militare Ordine di Malta; Arciprete della Basilica di San Giovanni in Laterano; Archivista e bibliotecario di Santa Romana Chiesa                                                                     | 25/04/1653 | 01/09/1681 |
| Alessandro Albani                         | Stato Pontificio           | Cardinale diacono di Santa Maria in Cosmedin                                          | Abate commendatario di Nonantola | 15/10/1692 | 16/07/1721 |
| Giuseppe Renato Imperiali                 | Regno di Napoli            | Cardinale diacono di San Giorgio in Velabro e di Santa Pudenziana                     | Cardinale protopresbitero; Prefetto della Congregazione della disciplina dei regolari; Prefetto della Congregazione del buon governo; Abate commendatario di Santa Maria Maddalena in Armillis; Cardinale protettore della Pontificia Accademia Ecclesiastica | 01/05/1651 | 13/02/1690 |
| Lorenzo Altieri                           | Stato Pontificio           | Cardinale diacono di Sant'Agata alla Suburra                                          | Cardinale protodiacono | 10/06/1671 | 13/11/1690 |
| Carlo Colonna                             | Stato Pontificio           | Cardinale diacono di Sant'Angelo in Pescheria                                         | Prefetto emerito del Palazzo Apostolico | 17/11/1665 | 17/05/1706 |
| Carlo Maria Marini                        | Repubblica di Genova       | Cardinale diacono di Santa Maria in Aquiro                                            | Prefetto della Congregazione dei Riti; Legato apostolico di Romagna; Abate commendatario del Monastero di San Pietro all'Olmo | 13/03/1667 | 29/05/1715 |
| Curzio Origo                              | Stato Pontificio           | Cardinale diacono di Sant'Eustachio                                                   | Prefetto della Congregazione del Concilio | 09/03/1661 | 18/05/1712 |
| Melchior de Polignac                      | Regno di Francia           | Cardinale presbitero di Santa Maria degli Angeli                                      | Arcivescovo metropolita di Auch; Abate commendatario di Saint-Pierre de Corbie, Mouzon e Notre-Dame de Bonport | 11/10/1661 | 18/05/1712 |
| Fabio degli Abati Olivieri                | Stato Pontificio           | Cardinale diacono dei Santi Vito, Modesto e Crescenzia                                | Segretario dei Brevi apostolici | 29/04/1658 | 06/05/1715 |
| Giulio Alberoni                           | Ducato di Parma e Piacenza | Cardinale presbitero di San Crisogono                                                 | Vescovo emerito di Malaga | 21/05/1664 | 12/07/1717 |

### Assenti in conclave
| Nome                                             | Paese                 | Titolo                                                      | Ruolo                                                                                 | Nascita    | Concistoro |
| ------------------------------------------------ | --------------------- | ----------------------------------------------------------- | ------------------------------------------------------------------------------------- | ---------- | ---------- |
| Diego de Astorga y Céspedes                      | Regno di Spagna       | Cardinale presbitero                                        | Arcivescovo metropolita di Toledo; Primate di Spagna                                  | 01/10/1627 | 26/11/1727 |
| Agostino Cusani                                  | Ducato di Milano      | Cardinale presbitero di Santa Maria del Popolo              | Arcivescovo-vescovo emerito di Pavia                                                  | 20/10/1655 | 18/05/1712 |
| José Pereira de Lacerda                          | Regno del Portogallo  | Cardinale presbitero di Santa Susanna                       | Vescovo di Faro                                                                       | 07/06/1662 | 29/11/1719 |
| Wolfgang Hannibal von Schrattenbach              | Arciducato d'Austria  | Cardinale presbitero di San Marcello                        | Principe-vescovo di Olomouc                                                           | 12/09/1660 | 18/05/1712 |
| André-Hercule de Fleury                          | Regno di Francia      | Cardinale presbitero                                        | Capo-Ministro del Regno di Francia; Abate commendatario di Saint-Étienne de Caen      | 22/06/1653 | 11/09/1726 |
| João da Motta e Silva                            | Regno del Portogallo  | Cardinale presbitero                                        | Primo ministro del Regno del Portogallo                                               | 14/08/1685 | 26/11/1727 |
| Carlos de Borja Centellas y Ponce de León        | Regno di Spagna       | Cardinale presbitero di Santa Pudenziana                    | Abate ordinario di Alcalá la Real; Patriarca titolare delle Indie occidentali         | 29/04/1663 | 30/09/1720 |
| Thomas Philip Wallrad d'Alsace-Boussut de Chimay | Paesi Bassi austriaci | Cardinale presbitero pro hac vice di San Cesareo in Palatio | Arcivescovo metropolita di Malines; Primate del Belgio                                | 12/11/1679 | 29/11/1719 |
| Nuno da Cunha e Ataíde                           | Regno del Portogallo  | Cardinale presbitero di Sant'Anastasia                      | Inquisitore generale del Portogallo                                                   | 08/12/1664 | 18/05/1712 |
| Léon Potier de Gesvres                           | Regno di Francia      | Cardinale presbitero                                        | Arcivescovo metropolita di Bourges; Abate commendatario di Saint-Géraud d'Aurillac    | 16/08/1656 | 29/11/1719 |
| Imre Csáky                                       | Regno d'Ungheria      | Cardinale presbitero di Sant'Eusebio                        | Arcivescovo metropolita di Kalocsa e Bács; Amministratore apostolico di Gran Varadino | 28/10/1672 | 12/07/1717 |